# Bataille de Zhangjiawan
 (mars 2013).
Si vous disposez d'ouvrages ou d'articles de référence ou si vous connaissez des sites web de qualité traitant du thème abordé ici, merci de compléter l'article en donnant les références utiles à sa vérifiabilité et en les liant à la section « Notes et références ».
Seconde guerre de l'opium
Batailles
- Bogue
- Bataille des forts de la Rivière des Perles
- Canton (1re)
- Fatshan Creek
- Canton (2e)
- Forts de Taku (1re)
- Forts de Taku (2e)
- Forts de Taku (3e)
- Zhangjiawan
- Palikao

La bataille de Zhangjiawan est une bataille opposant la force expéditionnaire franco-britannique à l'armée Qing durant la seconde guerre de l'opium. Elle a eu lieu dans le village de Zhangjiawan (à l'est de Tongzhou) au matin du 18 septembre 1860.
Elle voit les troupes franco-britannique remporter une victoire décisive sur l’armée Qing.

## Contexte
Durant la seconde guerre de l'opium, le Royaume-Uni et l'Empire français décident d'envoyer une force expéditionnaire binationale à l'embouchure du fleuve Hai He avec pour objectif d'entrer dans Pékin afin de contraindre l'empire Qing à signer la paix.

## Bataille
La force combinée de la France et du Royaume-Uni ayant récemment occupée Tianjin fait face à une armée chinoise composée d'environ 30 000 hommes à Zhangjiawan. La cavalerie britannique défait la cavalerie mongole, l'infanterie française détruit les défenses chinoise, permettant à l'artillerie combinée des deux nations d'infliger de sérieuses pertes à l'armée chinoise.

## Conséquences
Après la défaite de son armée et se rendant compte que l'infanterie constituait le principal point faible de l’armée Qing, le commandant Sengge Rinchen décide de rassembler sa cavalerie afin de mener une dernière bataille décisive pour tenter de défaire les forces franco-britanniques. La bataille de Palikao a lieu trois jours plus tard.

## Sources
- (en) Cet article est partiellement ou en totalité issu de l’article de Wikipédia en anglais intitulé « Battle of Zhangjiawan » (voir la liste des auteurs).

- (ru) Cet article est partiellement ou en totalité issu de l’article de Wikipédia en russe intitulé « Сражение у деревни Чжанцзявань » (voir la liste des auteurs).